# Spachiewo
Spachiewo (bułg. Спахиево) – wieś w południowej Bułgarii, w obwodzie Chaskowo, w gminie Minerałni bani.